# Caselle Torinese
Caselle Torinese is een gemeente in de Italiaanse provincie Turijn (regio Piëmont) en telt 16.783 inwoners (31-12-2004). De oppervlakte bedraagt 28,7 km², de bevolkingsdichtheid is 585 inwoners per km².
In deze gemeente ligt de luchthaven van Turijn.

## Demografie
Caselle Torinese telt ongeveer 6511 huishoudens. Het aantal inwoners steeg in de periode 1991-2001 met 15,4% volgens cijfers uit de tienjaarlijkse volkstellingen van ISTAT.
| Jaar | Inwoneraantal |
| ---- | ------------- |
| 1991 | 13.740        |
| 2001 | 15.857        |

## Geografie
Caselle Torinese grenst aan de volgende gemeenten: San Maurizio Canavese, Leinì, Robassomero, Venaria Reale, Settimo Torinese, Borgaro Torinese.